# Марица-изток
„Марица изток“ е промишлен комплекс в Югоизточна България, най-големият в Югоизточна Европа.
Той е разположен в източната част на Горнотракийската низина, на около 40 км югоизточно от Стара Загора, върху площ от около 240 км2.
Комините на ТЕЦ „Марица Изток 2“ и „Марица Изток 3“, построени съответно през 1977 и 1980 г., с височината си от 325 м са най-високите конструкции в България и са сред най-високите комини в света.

## Предприятия

### Мини „Марица-изток“
„Мини Марица-изток“ е предприятие за добив на въглища и е основна част от промишления комплекс „Марица-изток“, снабдявайки с гориво четирите електроцентрали в комплекса и брикетната фабрика. Собственост е на Българския енергиен холдинг.
Мините експлоатират Източномаришкия въглищен басейн с продуктивна площ около 240 km², като към 2021 година произвеждат 96% от въглищата в страната. Въглищата в Източномаришкия басейн са лигнитни и са формирани през неогена. Те са кафяви лигнити, меки, с ниска степен на въглефикация на органична маса, с високо пепелно съдържание от 16% до 45% и влага от 50% до 60%.
„Мини Марица-изток“ извършва основната си дейност чрез разработването на 3 съседни открити рудника – „Трояново 1“ (главно в землището на село Трояново), „Трояново-север“ (Ковачево) и „Трояново 3“ (Медникарово).

### ТЕЦ „Брикел“
ТЕЦ „Брикел“ е най-старата електроцентрала в комплекса, пусната в експлоатация поетапно през 1960 – 1963 година, като първият турбоагрегат заработва на 27 септември 1960 година. Разположена е в землището на Гълъбово и е собственост на „Брикел“.
В централата са инсталирани 6 парогенератора и 4 парни турбини с обща мощност 200 MW. Тя се използва и за топлофикация на град Гълъбово. Оборудвана е с 6 парогенератора с общ колектор и капацитет по 210 t/h, производство на котелния завод в Барнаул. Те захранват 4 турбоагрегата с номинална мощност по 50 MW, производство на Уралския турбинен завод в Свердловск.
В миналото централата има и два дубъл блока с обща мощност 300 MW, които са изведени от експлоатация съответно през 1989 и 1991 година. От 90-те години се планира спирането и на останалата част от електроцентралата заради невъзможността тя да се приведе към повишаващите се изисквания за опазване на околната среда. Спирането на централата е отлагано многократно по различни причини и към 2022 година тя продължава да работи. За тази цел тя използва и предвидени в закона преференции за отоплителни централи, тъй като се използва и за топлофикация в Гълъбово.

### ТЕЦ „Марица изток 2“
ТЕЦ „Марица изток 2“ е най-голямата електроцентрала в комплекса и най-голямата топлоелектрическа централа в България. Изградена е върху площ от 512 хектара в землищата на селата Радецки и Ковачево. Предприятието е собственост на държавния Български енергиен холдинг.
ТЕЦ „Марица изток 2“ има осем генериращи блока с обща инсталирана мощност от 1630 MW. Първият турбинен агрегат е пуснат в експлоатация с един парогенератор на 25 октомври 1966 година, а последният парогенератор от първия етап на строителство – на 8 април 1969 година. След 1979 година са изградени още четири блока – два са пуснати в експлоатация през 1985 година, а по един през 1990 и 1995 година. През следващите години централата претърпява значителни реконструкции и е оборудвана със сероочистващи инсталации.

### ТЕЦ „КонтурГлобал Марица Изток 3“
ТЕЦ „КонтурГлобал Марица Изток 3“ е разположена при село Медникарово, южно от мините. Има инсталирана мощност 908 MW, което я прави втората по големина топлоелектрическа централа в страната след близката ТЕЦ „Марица изток 2“. Централата включва четири еднакви кондензационни моноблока. Пусната е в експлоатация и присъединена към електроенергийната мрежа на България в периода 1978 – 1981 г. Централата е първата в комплекса, която от самото начало използва лансираната от Никола Тодориев схема за директно изгаряне на лигнитите без предварително осушаване.
Електроцентралата е приватизирана на два етапа през 1999 – 2003 година, като продажбата ѝ е обвързана с рехабилитация, включваща изграждане на сероочистващи инсталации и увеличаване на производствената мощност. Първоначално в проекта е ангажирана американската компания „Ентърджи“, след това италианската „Енел“, а от 2011 година основен акционер е американската „КонтурГлобал“ с миноритарен дял на Националната електрическа компания.
От края на 2023 година централата поетапно прекратява работата си поради ниската си рентабилност и към 8 юли 2024 година има само 35 служители.

### ТЕЦ „Ей И Ес Марица Изток I“
ТЕЦ „Ей И Ес Марица Изток I“ е топлоелектрическа централа с инсталирана мощност 670 MW.
На дневен ред е изграждането на „Марица Изток 1“, която е получила сертификат „Първи клас" Архив на оригинала от 2006-05-10 в Wayback Machine. инвеститор на „Ей И Ес 3C Марица Изток 1“, българското дружество на американската компания „Ей И Ес Корпорация“. Това е първата инвестиция за над 1 млрд. евро, която Българската агенция за инвестиции (БАИ) сертифицира от влизането в сила на Закона за насърчаване на инвестициите. Компанията е изтеглила заем от Европейската банка за възстановяване и развитие, Лондон на стойност 1,05 млрд. евро.
Проектът е най-голямата „инвестиция на зелено“ в Централна и Източна Европа и реализирането му ще увеличи икономическия и политическия авторитет на страната. Ще се повиши конкурентоспособността на българската енергетика чрез оптимално използване на енергийния комплекс „Марица изток“ при спазване на европейските екологични изисквания за емисиите на серни оксиди, прах и азотни оксиди.
Проектът „Марица изток 1“ ще донесе и множество допълнителни ползи в търговско и икономическо отношение:
- инвестиция на стойност над 2 милиарда лева;
- допълнителни още 10 хиляди работни места в рамките на съществуването на проекта Архив на оригинала от 2007-09-27 в Wayback Machine.;
- поръчки към местни компании на стойност 200 милиона лева, като резултат от реализирането на проекта;
- 40 милиона лева приходи за бюджета под формата на данъци;
- 80 милиона лева годишни приходи за Мини Марица изток за доставка на въглища;
- най-голямата „инвестиция на зелено“ в Централна и Източна Европа, която ще засили икономическата и политическа репутация на България в региона и има присъден първи клас за инвестиция в България.

Очакваният общ производствен живот на електроцентралата възлиза на 40 години. Новата електроцентрала ще представлява производствен комплекс с основни сгради, спомагателни цехове, инсталации и оборудване с обща застроена площ от 23,7 хил. m² и обща разгърната площ от 34,5 хил. m².

### Брикетна фабрика „Брикел“
„Брикел“, най-голямата в България фабрика за брикети.

### Спомагателни предприятия
- „Енергоремонт“
- Заводски строежи Марица Изток
- Заводи за гипскартон на „Кнауф“ и „Техногипс“

## История
Строителството на „Мини Марица-Изток“ започва с разпореждане на Министерския съвет през 1952 г. Започва разработването на въглищния басейн и изграждане на рудник Трояново, ТЕЦ „Марица-изток 1“ и фабриката за въглища. Тя има капацитет 1,8 млн. тона и преработва ежегодно към 3,5 – 4 млн. тона въглища. Промишленото усвояване на басейна започва през 1952 г. със строителството на рудник „Трояново 1“. Впоследствие се изгражда ТЕЦ Марица изток 2 и ТЕЦ Марица изток 3.
През 2000 г. ТЕЦ „Марица Изток“ 1 и Брикетна фабрика са обединени в „Брикел“ АД. ТЕЦ „Марица-изток 1“ първоначално работи с мощност от 500 MW, като впоследствие са извадени от експлоатация 300 MW и мощността му става 200 MW.

## Екологични проблеми
Според шведската неправителствена организация Secretariat for Acid Rain, цитирана от Faversham House Group, през 2000 г. двата ТЕЦ-а на Марица Изток са най-големите единични замърсители на въздуха със серен диоксид в Европа, като заемат първо и второ място съответно с 316 000 и 291 000 тона годишно. Според директна информация от Secretariat for Acid Rain, през 2003 г. двата ТЕЦ-а на „Марица Изток“ продължават да са на първо и второ място в Европа (без бившия Съветски съюз), съответно с 493 000 и 269 000 т/год. Според същия източник през 2001 г. двете централи са изпуснали в атмосферата съответно 54 439,9 (МИ-2) и 19 034 (МИ-3) кг серен диоксид на час (общо за годината 476 000 и 166 000 т), а за 2002 г. показателите са 49 731,8 (МИ-2) и 24 186,1 (МИ-3) кг/час (годишно 435 000 и 211 000 т съответно).
През 2005 г. според министър-председателя Симеон Сакскобургготски, цитиран от ТПП-Стара Загора, енергийният комплекс ТЕЦ „Марица Изток“ e най-големият източник на серен диоксид във въздуха и на регионално, и на национално ниво с около 83% от емисиите в България.
По информация на РИОСВ Стара Загора към 2005 г. трите ТЕЦ-а изпускат серен диоксид в обем 701 363 тона годишно (над 2000 тона в денонощие), което прави над 99,8% от годишните емисии (над 99,9% през летните месеци) на цялата област Стара Загора и над 97,6% от годишните емисии в района на наблюдение на РИОСВ (включващ още областите Сливен и Хасково).
ТЕЦ „Марица Изток“ дори е включен в Книгата на рекордите на Гинес от 2000 г. заради значителното замърсяване със серен диоксид. В категория „Опасности и бедствия“, раздел „Екологични катастрофи“ централата е записана под заглавието „Най-голямо замърсяване със серен диоксид“, а цитираното количество е 350 000 тона годишно, изпускани в река Марица.
Според изпълнителния директор на „Мини Марица Изток“ ЕАД, Раднево, цитиран от ТПП-Стара Загора, е некоректно да се обвинява комплекса „Марица Изток“ относно обгазяването на Старозагорска област със серен диоксид, защото в Гърция и Северна Македония има еднотипни топлоцентрали без сероочистващи съоръжения, използващи лигнитни въглища със същото съдържание на сяра и много по-ниска калоричност, но там не е забелязано замърсяване на атмосферата със серен диоксид.
В района на „Марица Изток“ има изградени 3 автоматични измервателни станции на РИОСВ, Стара Загора, които отчитат във всеки момент състоянието на въздуха. Средната концентрация на серен диоксид през 2004 г., отчетена в станциите, e 56 µg/m3 при Гълъбово, 29 µg/m3 при Медникарово и 31 µg/m3 при Полски градец, което е около 10 пъти по-ниско от пределно допустимата стойност от 350 µg/m3.